# Campbell, Texas
Campbell är en ort i Hunt County i Texas. Orten har fått namn efter politikern Thomas Mitchell Campbell. Vid 2010 års folkräkning hade Campbell 638 invånare.